# Ситников Олександр Петрович

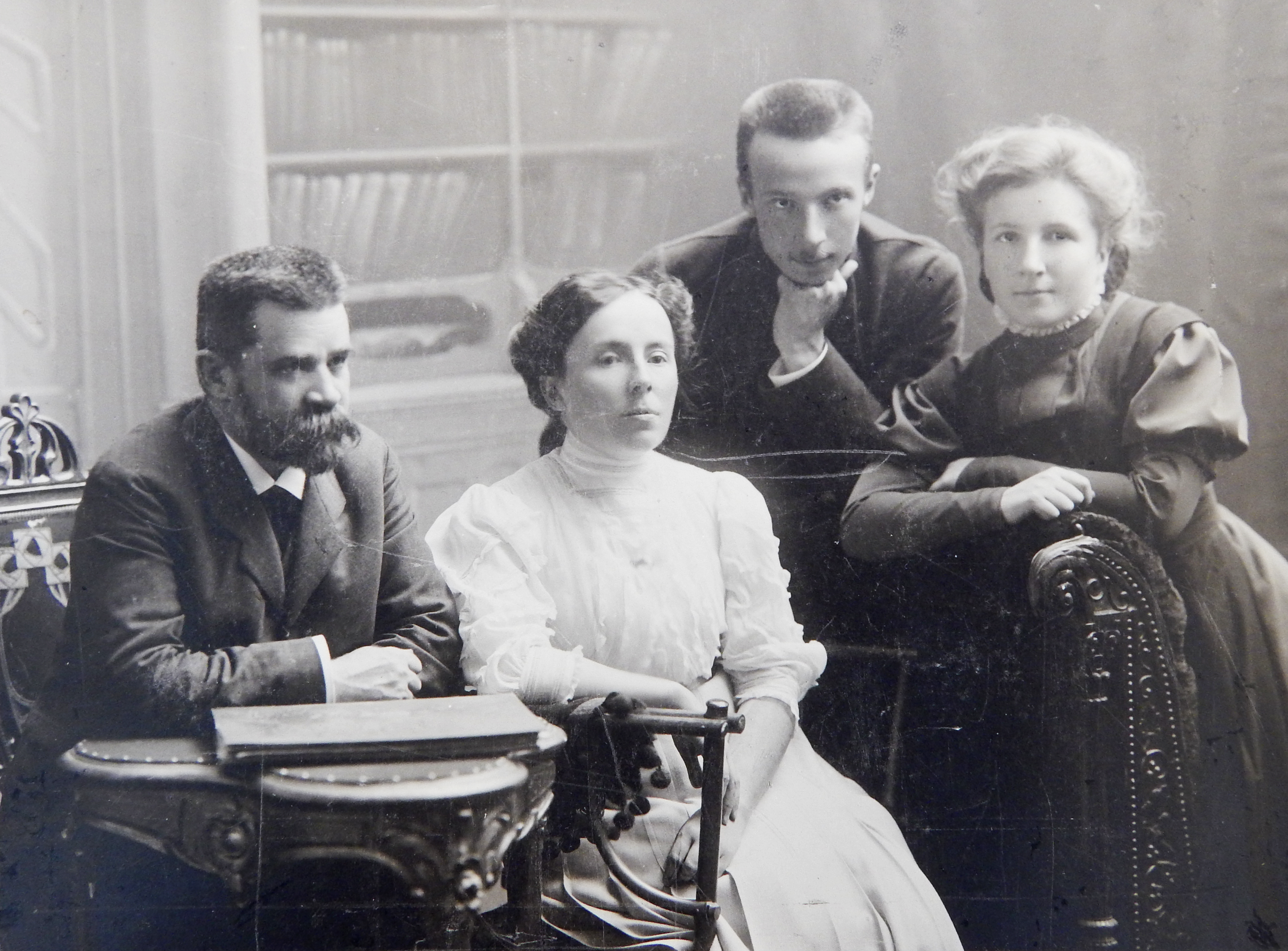
Колективна фотографія членів родин Ситникових та Габелів. Зліва на право: вчений хімік Олександр Ситніков, його дружина Олена Габель-Ситникова, Юрій Габель та Маргарита Габель. 1910 рік.

Олександр Петрович Ситников (нар. 21 липня 1864, с. Під'яруги, Корочанський повіт, Курська губернія — пом. 1942, Москва) — український вчений-хімік, магістр хімічної технології, громадський діяч, голова Комітету сільських бібліотек Харківського товариства поширення у народі грамотності (1903—1910).

## Життєпис
Ситников Олександр Петрович народився 21 липня 1864 року в селі Під'яруги Корочанського повіту Курської губернії у дворянській родині. У 1884 році закінчив Бєлгородську гімназію і вступив на фізико-математичний факультет Імператорського Харківського університету. Починаючи з 1889 року, обіймав посаду лаборанта у лабораторії поживних речовин Харківського технологічного інституту.
У 1890-х роках Олександр Петрович Ситников приєднався до Харківської громадської бібліотеки (ХГБ) та Харківського товариства поширення у народі грамотності (ХТГ). Основну увагу у діяльності товариства він приділяв роботі Комітету сільських бібліотек, де послідовно обіймав посади секретаря та заступника голови, а у 1903 році очолив комітет. Активно порушував питання відкриття нових бібліотек. Водночас брав участь у роботі земських органів самоврядування, що дозволяло йому проводити ефективну агітацію серед гласних (депутатів) на земських зборах щодо виділення коштів для ХГБ. Під час службових поїздок на винокурні та цукрові заводи губернії налагоджував контакти з місцевою інтелігенцією, обговорював питання заснування нових бібліотек. Крім того, був членом книжкової комісії комітету, яка займалася добором літератури для поповнення бібліотечних фондів.
14 листопада 1899 року Ситникова обрали почесним членом Харківського товариства поширення у народі грамотності, а 1 січня 1901 року він був удостоєний ордена Святого Станіслава 3-го ступеня згідно з Височайшим наказом.
Серед досягнень Ситникова на посаді голови комітету варто відзначити запровадження спеціальної посади завідувача позашкільної освіти при губернських та повітових земських управліннях, до обов'язків якого входив також нагляд за діяльністю сільських бібліотек. Про необхідність створення такої посади комітет доповідав губернському земству у своїх звітах за 1903 та 1905 роки. Ще одним важливим досягненням стало скасування «Правил про безплатні Народні читальні та про порядок нагляду за ними» від 15 травня 1890 року, що обмежували комплектування бібліотек корисною літературою. За головування Ситникова комітет ініціював питання щодо скасування цих обмежувальних правил. Завдяки його клопотанням та підтримці багатьох громадських діячів правила були скасовані 2 грудня 1905 року.
У 1904 році, під час масових звільнень «неблагонадійних» працівників, Ситникова усунули з посади в Харківському технологічному інституті через його активну громадську позицію. Ініціатором звільнення виступив тодішній директор закладу Микола Шиллер, відомий своїми реакційними поглядами. У 1907 році, після його відставки, Ситникова було запрошено назад до інституту, де він відновив роботу на посаді лаборанта.
На початку 1910 року його заарештували разом з іншими колишніми членами комітету за підозрою в поширенні революційної літератури. У лютому 1911 року суд визнав його невинним. Згодом Ситников поступово припинив діяльність у бібліотечній сфері, зосередивши свою увагу на наукових дослідженнях.
Упродовж 1911—1912 років брав участь в укладанні харківського видання «Народна енциклопедія».
Науковець входив до складу Харківського товариства сільського господарства, Харківського відділення Імператорського технічного товариства, Товариства фізико-хімічних наук при Харківському університеті та Академічного союзу, утвореного професорсько-викладацьким складом Харківського технологічного інституту. Був активним учасником діяльності цих організацій: виступав зі звітами й промовами, очолював засідання. Виконував обов'язки засідателя суду присяжних, очолював Товариство допомоги нужденним студентам Технологічного інституту. Також був членом забороненого урядом Союзу інженерів і техніків. У 1907 році взяв участь у І менделєєвському з'їзді в Санкт-Петербурзі та VІІ міжнародному конгресі з прикладної хімії в Лондоні.
У 1920—1923 рр. викладав у Харківському технологічному інституті курси з мікробіології та технології харчових речовин. У 1922 р. обіймав посаду комерційного директора «Маслотресту». У 1924 р. був членом Харківського агрономічного товариства насінництва. Займав посаду наукового керівника Харківської лабораторії ферментації. У 1927 р. — магістр хімічної технології, професор, завідувач хімічної та бродильної лабораторії Народного Комітету Землеробства. У 1925—1927 рр. — член промислової секції Укрдержплану. Очолював Науково-дослідний інститут харчової промисловості. У 1927 році видав ґрунтовну монографію «Мікробіологія бродіння», яка була перевидана тричі. Із 1932 року мешкав у Москві, де працював заступником директора з наукової роботи Інституту харчової промисловості і провів останні роки свого життя. Пішов з життя 1942 року.

## Родина
Був одружений з Оленою Габель — бібліотекаркою, дочкою відомих діячів бібліотечного руху Ореста та Августини Габелів. Олена активно допомагала чоловікові у його наукових дослідженнях і стала першою жінкою, прийнятою лаборанткою до Товариства фізико-хімічних наук при Харківському університеті.

## Науковий доробок
- Ситников А. П. Об электровозбудительных силах элементов и их свободной энергии". 1889.
- Ситников А. П. О современном положении молочного дела: доклад на заседании сельскохозяйственного общества Харькова". Харьков, 1900.
- Ситников А. П. Руководство к контролю и учету винокуренного производства". Харків, 1903.

- Ситников А. П. Химическая промышленность юга России до войны, во время войны и ее будущее / А. П. Ситников; Южное бюро Химического комитета при Главном артиллерийском управлении, Подготовительная комиссия по вопросам химической промышленности юга России. Харьков: Епархиальная типография, 1918. 31 с.
- Ситников А. П. Павел Дмитриевич Хрущов — человек, ученый и общественный деятель, по личным воспоминаниям А. П. Ситникова // Памяти Павла Дмитриевича Хрущова, почетного члена Общества физико-химических наук. Харьков: Печ. дело, 1912. С. 4–16.
- Ситников А. П. Микробиология брожения. 3-е изд. Москва–Ленинград: Пищепромиздат, 1936. 331 с.
- Ситников А. П. Технологический справочник по спиртовой промышленности. Москва, 1936.